# Leila Aman
Leila Aman (* 24. November 1977 in der Provinz Arsi) ist eine äthiopische Langstreckenläuferin, die sich auf den Marathon spezialisiert hat.
2002 wurde sie Siebte bei der Crosslauf-Weltmeisterschaft. Im gleichen Jahr stellte sie ihre Bestzeiten im 10-km-Straßenlauf (32:28) und im Halbmarathon (1:11:10) auf.
2004 siegte sie beim Dubai-Marathon, bei dem sie im Jahr zuvor Zweite geworden war, sowie beim Prag-Marathon und stellte als Fünfte beim Berlin-Marathon mit 2:27:54 ihre Bestzeit auf.
2005 wurde sie Zweite beim Venedig-Marathon, 2006 Dritte beim Amsterdam-Marathon und 2007 Fünfte beim Hamburg-Marathon.